# Luis Gil Pérez (La Villa)
Luis Gil Pérez (La Villa) es una localidad del municipio de Centro ubicado en la subregión centro del estado mexicano de Tabasco.

## Geografía
La localidad de Luis Gil Pérez (La Villa) se sitúa en las coordenadas geográficas 17°51′32″N 93°03′56″O / 17.858889, -93.065556, a una elevación de 20 metros sobre el nivel del mar.

## Demografía
Según el Conteo de Población y Vivienda 2020, efectuado por el Instituto Nacional de Estadística y Geografía, la localidad de Luis Gil Pérez (La Villa) tiene 10 habitantes, de los cuales 5 son del sexo masculino y 5 del sexo femenino. Su tasa de fecundidad es de 2.4 hijos por mujer y tiene 3 viviendas particulares habitadas.
| Gráfica de evolución demográfica de Luis Gil Pérez (La Villa) entre 2005 y 2020 |
|                                                                                 |
| INEGI.                                                                          |